# James Patrick Donleavy
James Patrick Donleavy (Brooklyn, Nova York, 23 d'abril de 1926- 11 de setembre de 2017) va ser un escriptor estatunidenc nacionalitzat irlandès.

## Biografia
Fill d'emigrants irlandesos, va lluitar durant la Segona Guerra Mundial en l'Armada nord-americana.
Posteriorment es va traslladar a Irlanda i va adquirir la nacionalitat d'aquest país. L'any 1946 va començar estudis en el Trinity College de Dublín, que va abandonar el 1949, abans de finalitzar.
Donleavy es va casar amb Valerie Heron l'any 1946 i va tenir dos fills amb ella: Philip, nascut el 1951, i Karen, nascuda l'any 1955. Es van separar el 1969. Es va casar novament l'any 1970 amb Mary Wilson Price, de la qual es va divorciar el 1989.
Donleavy visqué a Levington Park, prop de la ciutat de Mullingar.

## Obres
- 1955 - The Ginger Man (Novel·la)
- 1961 - What They Did in Dublin, with The Ginger Man (Obra de teatre)
- 1961 - The Ginger Man (Obra de teatre)
- 1961 - Fairy Tales of New York (Obra de teatre)
- 1963 - A Singular Man
- 1964 - Meet My Maker the Mad Molecule (relats)
- 1965 - A Singular Man (Obra de teatre)
- 1966 - The Saddest Summer of Samuel S (Novel·la)
- 1968 - The Beastly Beatitudes of Balthazar B (Novel·la)
- 1971 - The Onion Eaters (Novel·la)
- 1972 - The Plays of JP Donleavy
- 1973 - A Fairy Tale of New York (Novel·la)
- 1974 - J.P. Donleavy: The Plays
- 1975 - The Unexpurgated Code: A Complete Manual of Survival & Manners (Obra de no ficció)
- 1977 - The Destinies of Darcy Dancer, Gentleman (Novel·la)
- 1979 - Schultz (Novel·la)
- 1983 - Leila (Novel·la)
- 1984 - De Alfonce Tennis... (Novel·la)
- 1986 - J.P. Donleavy's Ireland... (No ficció)
- 1987 - Are You Listening Rabbi Löw (Novel·la)
- 1989 - A Singular Country (No ficció)
- 1990 - That Darcy, That Dancer, That Gentleman (Novel·la)
- 1994 - The History of the Ginger Man (No ficció)
- 1995 - The Lady Who Liked Clean Rest Rooms
- 1997 - An Author and His Image (obres curtes i no ficció)
- 1998 - Wrong Information is Being Given Out at Princeton (Novel·la)